# 西林克彦
西林 克彦（にしばやし かつひこ、1944年4月16日 - ）は、日本の教育心理学者。東北福祉大学総合福祉学部社会福祉学科教授。
台湾・高雄市に生まれる。1967年東京工業大学理工学部卒業、1974年東京大学大学院教育学研究科博士課程中退。1976年より宮城教育大学講師、1991年同大学の教育学部教授就任、2010年4月より東北福祉大学総合福祉学部社会福祉学科教授。2025年、瑞宝中綬章受章。

## 著書選
- 『間違いだらけの学習論[4]』　新曜社
- 『「わかる」のしくみ』　新曜社
- 『親子でみつける「わかる」のしくみ』　新曜社
- 『わかったつもり』　光文社新書
- 『あなたの勉強法はどこがいけないのか？』　ちくまプリマー新書